# Champ de mai (1815)
Pour les articles homonymes, voir Champ de mai.
Le Champ de mai est l'assemblée tenue en 1815, pendant les Cent-Jours, au Champ-de-Mars à Paris, à l'imitation des anciens Champs de mai, et dans laquelle l'empereur Napoléon Ier proclama, en présence des députations de tous les collèges électoraux et des corps de l'armée, l'Acte additionnel aux constitutions de l'Empire. Cette assemblée, annoncée pour le 26 mai 1815, ne put avoir lieu que le 1er juin.

## La cérémonie
Le service divin, où Louis-Mathias de Barral officie pontificalement, fut célébré sur un autel immense, élevé au milieu du Champ-de-Mars.
Henri de Carrion-Nizas lut l'adresse au nom du peuple français et de la députation centrale des électeurs. Jean-Jacques Duboys, député de Maine-et-Loire, lut quant à lui, de sa voix « forte et animée » selon l'expression du Moniteur, le discours solennel.
Après avoir répondu au discours de l'orateur de la députation des électeurs des départements, Napoléon prêta serment, entre les mains de l'archevêque de Bourges, sur l'évangile aux constitutions de l'Empire et à leur observation ; il reçut le serment de fidélité du peuple par les électeurs.

## Quelques participants

### Membres de lafamille impériale
- Jérôme Bonaparte, ex-roi de Westphalie

### Prélats
- Louis-Mathias de Barral, archevêque de Tours ;
- Alphonse Hubert de Latier de Bayane ;
- Étienne André François de Paule Fallot de Beaumont de Beaupré, archevêque de Bourges ;
- Louis Belmas, évêque de Cambrai ;
- Henri Reymond, évêque de Dijon ;
- Claude André, chanoine du chapitre de Saint-Denis, ci-devant évêque de Quimper ;

### Militaires
- Charles Auguste Jean Baptiste Louis Joseph Bonamy
- Henri de Carrion-Nizas
- François Christophe Kellermann, maréchal-duc de Valmy
- Jean Baptiste Joseph Sourd : à cette occasion, l'Empereur le complimenta sur sa bravoure

### Politiques
- Étienne Boudet, député ;
- Félix Lepeletier, député de Seine-Inférieure ;
- Le général Georges Joseph Dufour, représentant de la Gironde, commandant des gardes nationales de ce département
- Antoine Dubois de Bellegarde, député de la Mayenne.
- Jean-Jacques Duboys, député de Maine-et-Loire.
- Jacques Foucher, conseiller général du Cher